# Йошімуне Араї
Араї Йошімуне (яп. 新井芳宗, 1873 — 1945) — японський ксилограф, представник течії шін-ханґа.
Майже нічого не відомо про життя Араї Йошімуне. Широкий загал дізнався про нього тільки у 2003 році, після смерті колекціонера Роберта О. Маллера, який тримав велику колекцію робіт Йошімуне.
Найвідомішими роботам є серія нічних сцен, опублікованих видавництвами Хасеґава та Nishinomiya Yosaku. Вважається, що Йошімуне тільки малював картини, а самі принти створювали професійні різьбярі по дереву.